# Михайловская (Виноградовский район)
Михайловская — деревня в Виноградовском районе Архангельской области России. Входит в состав Борецкого сельского поселения с центром в Сельменьге.

## География
Борок находится на правом берегу реки Тёда (приток Северной Двины). От остановочного пункта Борок до Архангельска по реке — 380,0 км, до Березника — 74 километров.
Через Михайловскую проходит автодорога «Усть-Ваеньга — Осиново — Шиленьга — Корбала — Ростовское — Конецгорье — Рочегда — Кургомень — Топса — Сергеевская — Сельменьга — Городок — Михайловская — Гридинская — Задориха — Скобели — Фалюки».

## Население
| 2002 | 2010 | 2012 |
| ---- | ---- | ---- |
| 26   | ↘25  | ↘24  |

Численность населения деревни, по данным Всероссийской переписи населения 2010 года, составляла 25 человек. В 2009 году в деревне числилось 32 человека, в том числе 7 пенсионеров.

### Карты
- Топографическая карта P-38-51,52. (Лист Сергеевская)
- Михайловская на карте Wikimapia
- Михайловская. Публичная кадастровая карта
- Топографическая карта P-38-052-C,D